# پردایس (واشینگتن)
پردایس (به انگلیسی: Paradise) یک منطقهٔ مسکونی در ایالات متحده آمریکا است که در شهرستان پیرس، واشینگتن واقع شده‌است. پردایس ۱٬۶۴۵٫۹۴ متر بالاتر از سطح دریا واقع شده‌است.